# Antonio Palermo
Antonio Palermo (Riomaggiore, 29 novembre 1832 – La Spezia, 10 giugno 1905) è stato un avvocato, poeta e politico italiano garibaldino che prese parte alla spedizione dei Mille.

## Biografia
Secondo di tre fratelli, dalla natia provincia spezzina fu inviato a studiare a Genova ove si laureò; fu poi consigliato di proseguire presso le accademie militari del Piemonte.
Nel 1860 raggiunse Garibaldi in Sicilia con una delle spedizioni successive a quella dei Mille, ed arrivò al campo garibaldino il giorno dopo la battaglia di Milazzo. Latore di una lettera per il generale, fu alla di lui presenza ammesso.
Il Palermo fu inviato il 5 agosto 1860 uditore di guerra presso la brigata Tharema, ch'era la seconda delle sei brigate costituenti la cosiddetta seconda spedizione di Terranova preparata mercé l'attività di Giuseppe Mazzini e di Agostino Bertani e destinata ad operare negli Stati Pontifici sotto il comando in capo del colonnello Luigi Pianciani e come capo di stato maggiore il colonnello W. Rustow, ma che venne invece diretta in Sicilia.
Qui il Palermo ebbe il 25 agosto la nomina di avvocato fiscale di divisioni in Milazzo, donde il 5 settembre fu trasferito col medesimo ufficio in Napoli presso la segreteria dittatoriale.
Il 15 ottobre ritornò nuovamente in Sicilia come sostituto avvocato fiscale presso il tribunale militare di Messina, dove rimase fin verso la metà del 1861.
Ripreso durante il 1862 servizio nel Corpo Volontari Italiani, fu poi avvocato fiscale in vari tribunali militari del regno fino al 1865, e poi dal 1874 al 1896, nel qual ultimo anno conseguì il suo collocamento a riposo per anzianità di servizio.
Palermo partecipò attivamente al movimento democratico degli anni 1861 e '62 in ispecie come membro dei Comitati di Provvedimento e come pubblicista. Si occupò per le stampe anche di problemi concreti pubblicando una memoria Sulla ferrovia delle Riviere Liguri e principalmente nel suo accesso al Golfo della Spezia ed un'altra memoria su Il Golfo della Spezia ed il nuovo regno italiano , poi ristampata a parte nel 1901.
Fu anche poeta, scrivendo fra l'altro un poema intitolato L'Ariodante, composto di dieci canti in sestine,, e compreso in un volume di 290 pagine uscito in Firenze con la tipografia Le Monnier nel 1887. Si tratta di un lavoro politico satirico dedicato alla figura del conte Ariodante Chiaramonti
Il rapporto personale del Palermo con Garibaldi proseguì negli anni, curò personalmente problemi legali e fiduciali del Generale quando questo fu esiliato a Caprera. Di quel supporto Garibaldi espresse riconoscenza in testimonianza autografa. Fu comunque nella gestione logistica, amministrativa ed economica della Seconda Spedizione che l'Avvocato strinse amicizia con altri personaggi del Risorgimento, tra cui Agostino Bertani, Nino Bixio e Francesco Crispi, che in seguito ne delinearono il percorso politico.
Il forte che domina Riomaggiore, il Forte Bramapane, venne così chiamato in quanto durante un sopralluogo cui erano presenti Domenico Chiodo e Nino Bixio accompagnati da Antonio Palermo, questi si fermarono a guardare Riomaggiore dall'alto. Bixio espresse stupore per il piccolo paese incastonato in fondo ad una valle così ispida ma coltivata, e disse che l'aria che veniva dal basso sembrava profumasse di pane, o quantomeno ne faceva venire brama. L'avvocato disse che quello era il suo paese, e che probabilmente qualcuno effettivamente stava facendo il pane in qualche casa di campagna. E fu così che il forte venne chiamato Bramapane.
Palermo fu coinvolto dai movimenti democratici della seconda metà dell'800, cui partecipò con l'adesione alla Lega della Democrazia che Garibaldi creò nel 1879. In questi anni Palermo diventò massone e anticlericale; il suo ruolo nella Massoneria diventò in seguito rilevante.
Terminò la sua attività di militare nel 1896, non è noto con che grado, ma viveva in un confortevole appartamento presso il palazzo che ancora oggi in Via Vittorio Veneto ospita la sede dell'Ammiragliato.
Non ebbe figli e alla sua morte, per improvvisi problemi di salute, la moglie fece ritorno nel 1905 ad Ancona di dove era originaria. Fu  sepolto nel Cimitero dei boschetti de la Spezia, in una tomba militare monumentale nella sezione in cui erano sepolti altri Garibaldini. Quelle tombe furono rimosse nel dopoguerra, come riporta un'annotazione nel registro dei morti del 1905 presso l'archivio, e le ossa dei Garibaldini vennero messe in un ossario comune.
Le piante di arancio presenti tuttora nella valle di Rio Finale, sotto la zona di Lirta, sono piante che derivano da innesti di una che l'Avvocato portò dalla Sicilia dopo il primo viaggio, piante che all'epoca non esistevano a Riomaggiore.
Alcuni suoi scritti e pubblicazioni sono reperibili presso la Biblioteca Mazzini di La Spezia.

## Onorificenze
Ad Antonio Palermo è dedicata una lapide commemorativa sulla facciata del comune, installata nel 1961 per il centenario dell'Unità d'Italia.

## Fonti locali
Siro Vivaldi e Silvio Michielini hanno svolto in passato un lavoro di raccolta e documentazione presso enti e biblioteche, consentendo di reperire scritti e notizie.